# Talovín

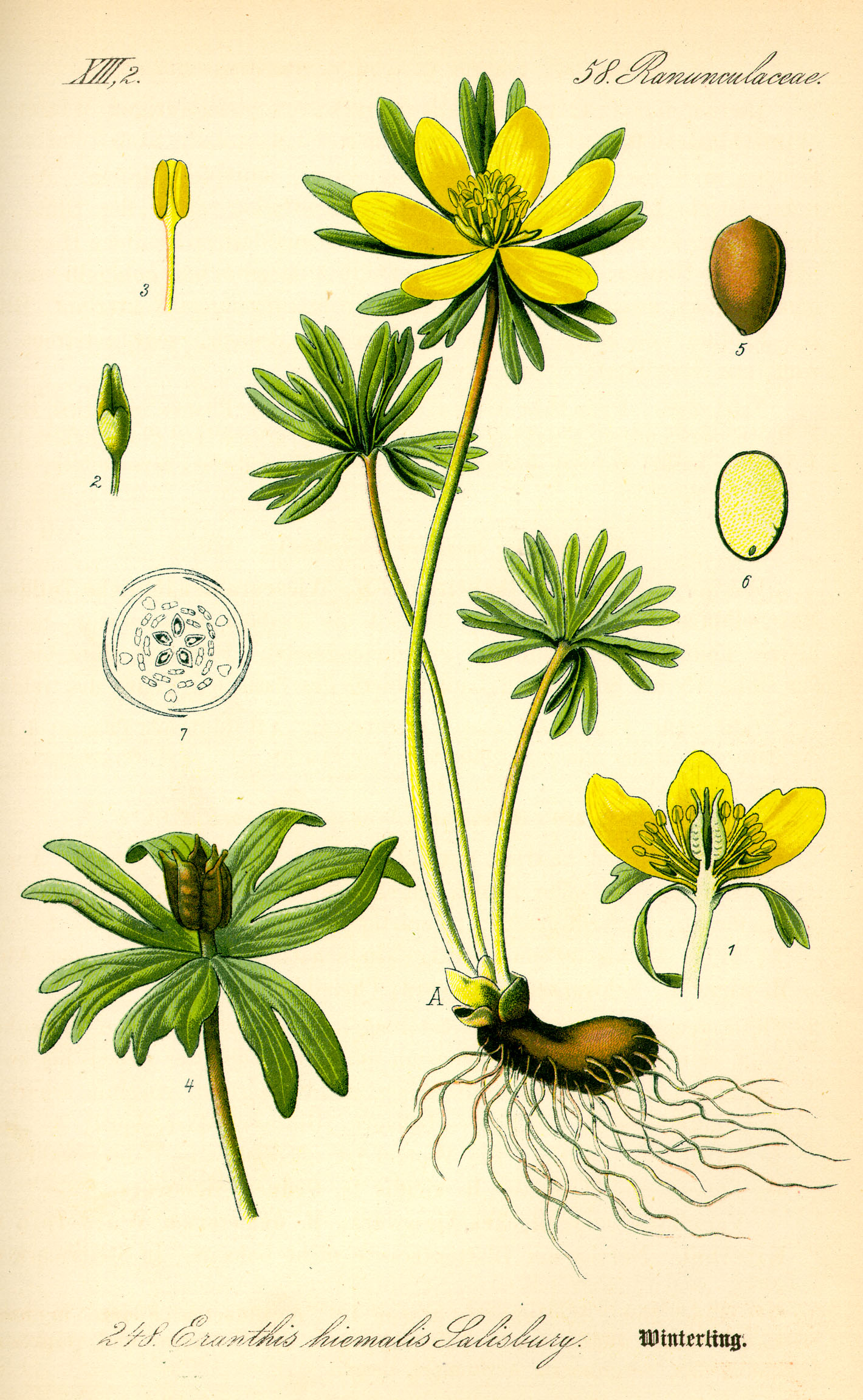
Talovín zimní na botanické ilustraci z roku 1885

Talovín (Eranthis) je rod rostlin z čeledi pryskyřníkovité. Jsou to hlíznaté nízké byliny s jednoduchou lodyhou zakončenou jediným nápadným, žlutým nebo bílým květem, podepřeným přeslenem zelených listenů. Květy rozkvétají v časném jaře a jsou opylovány hmyzem. Listy se rozvíjejí až po odkvětu a mají podobný tvar jako listy oměje. Plodem je souplodí volných měchýřků. Rod je rozšířen v počtu 11 druhů v Evropě a Asii. V Evropě se vyskytuje pouze talovín zimní, rozšířený v jižní Evropě a občas zplaňující i v České republice. 
Bývá pěstován jako okrasná, velmi časně kvetoucí hlíznatá trvalka. Řidčeji jsou pěstovány i jiné druhy a kultivary. Talovíny jsou jedovaté rostliny.

## Popis
Talovíny jsou vytrvalé jednodomé byliny s podzemními hlízami nebo hlízovitými oddenky. Lodyha je krátká, nízká a nevětvená, bez listů. Přízemní listy jsou dlouze řapíkaté, s dlanitě členěnými čepelemi, rozvíjející se po odkvětu. Někdy přízemní listy chybí. 
Každá rostlina vykvétá jediným vrcholovým pravidelným květem. Kalich je bílý nebo žlutý (výjimečně růžovočervený), petaloidní, funkčně nahrazující korunu, opadavý. Skládá se z 5 až 8 lístků. Korunní lístky jsou mnohem menší než kališní, kornoutovité a nesoucí nektária. Květ je podepřen přeslenem 3 zelených listenů připomínajících listy.
Tyčinek je 10 až mnoho, s tenkými nitkami. Gyneceum je apokarpní, složené většinou ze 3 až 9 volných pestíčků. Každý pestík nese čnělku a obsahuje 6 až 9 vajíček. Plodem je souplodí 2 až 10 volných, stopkatých měchýřků. Každý měchýřek obsahuje několik vejcovitých nebo elipsoidních, poněkud zploštělých, hladkých nebo lehce skulpturovaných semen.

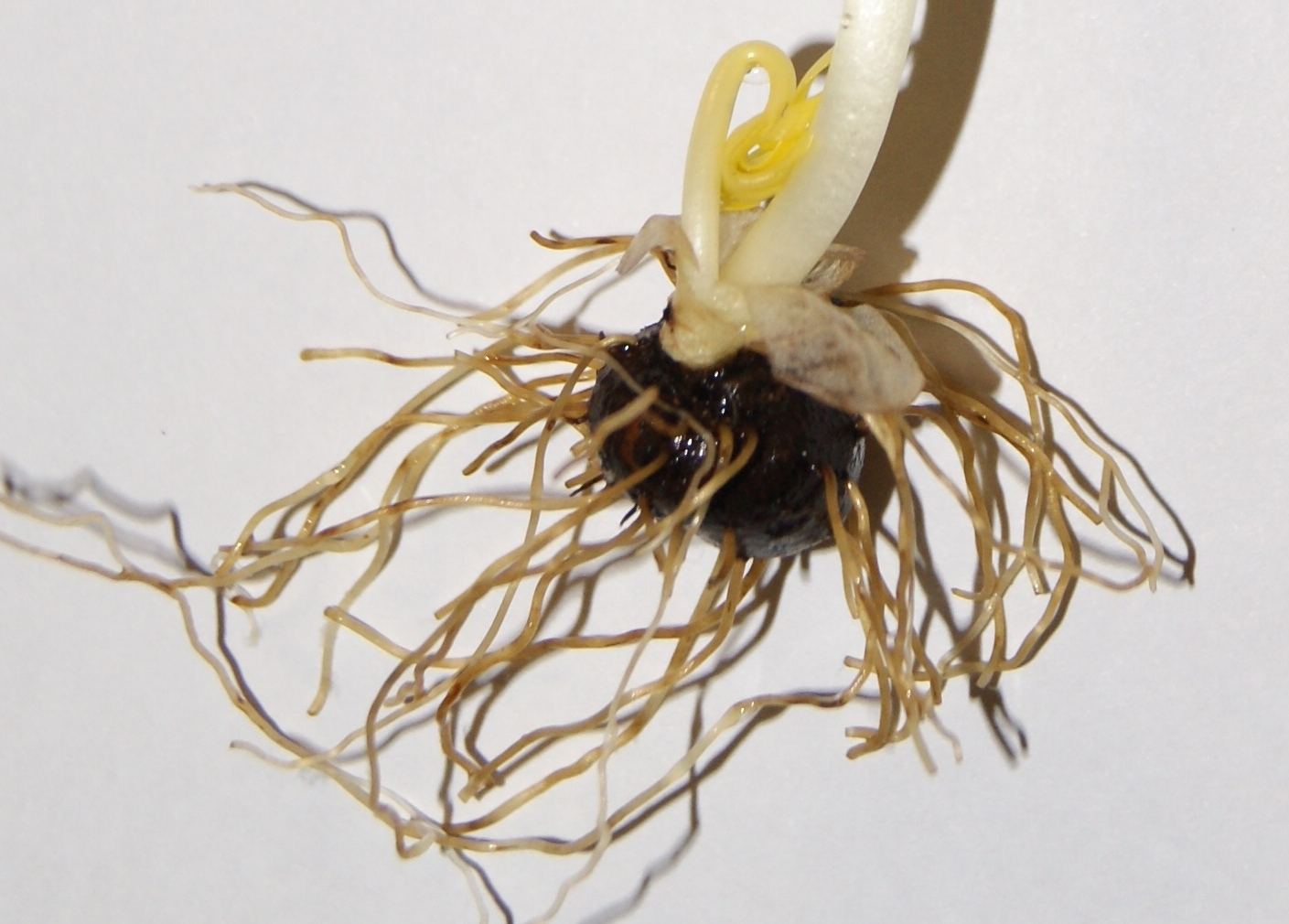
Podzemní orgány talovínu zimního
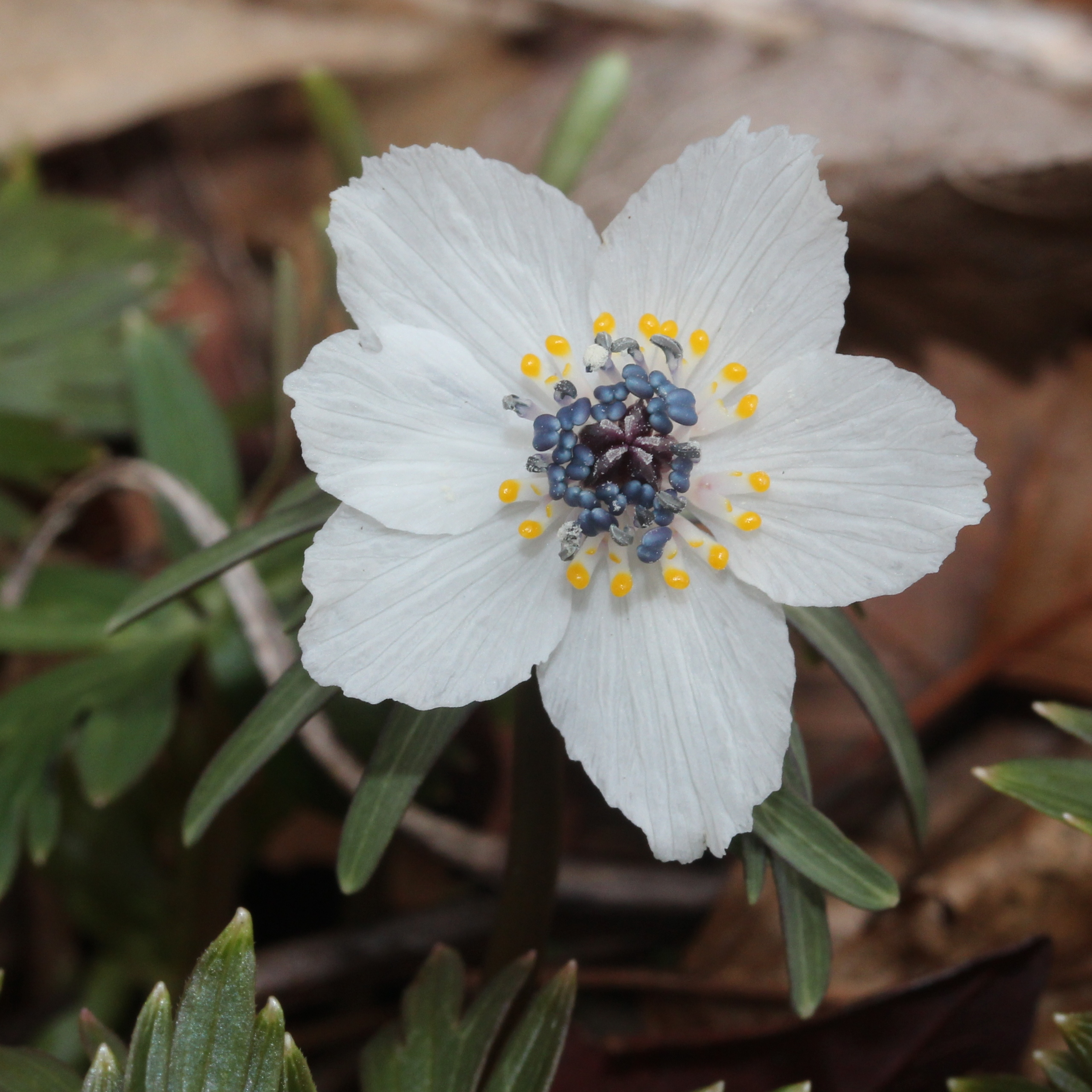
Květ Eranthis pinnatifida
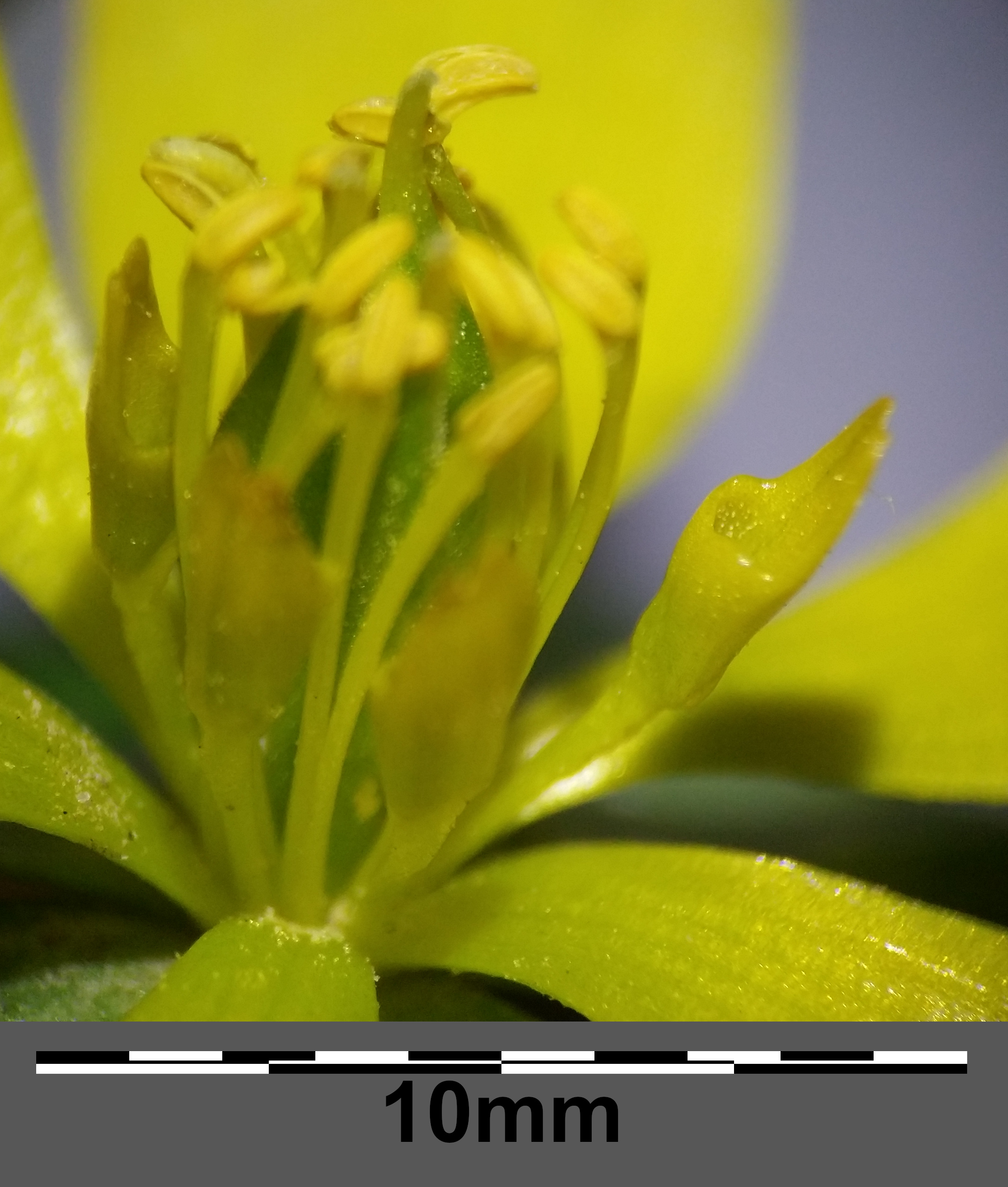
Detail květu talovínu zimního s kornoutovitými korunními lístky s nektárii
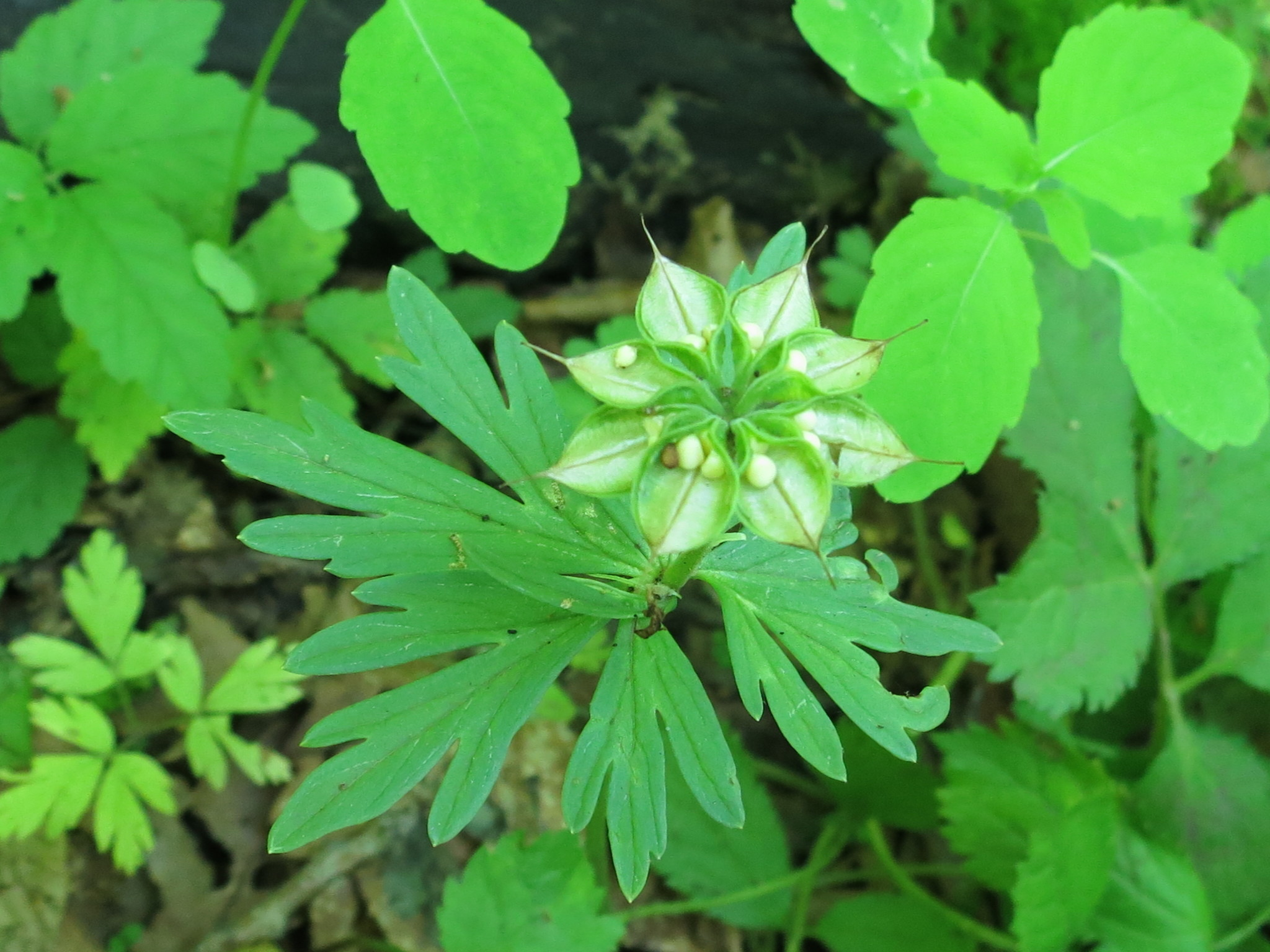
Talovín bílý se souplodím měchýřků

## Rozšíření
Rod talovín zahrnuje 11 druhů. Je rozšířen v jižní Evropě a temperátních oblastech Asie. V Evropě se vyskytuje jediný druh, talovín zimní. Je přirozeně rozšířen v jižní Evropě od jihovýchodní Francie až po Bulharsko. Vlivem pěstování roste zplaněle i ve střední a západní Evropě včetně České republiky a rovněž v Severní Americe. V asijské části Turecka jej nahrazuje příbuzný druh talovín cilicijský, zasahující i do severního Iráku.
V oblasti od Střední Asie po severovýchodní Írán a Afghánistán je rozšířen druh Eranthis longistipitata, zatímco Eranthis iranica je endemit severovýchodního Íránu.
Na jižní Sibiři rostou dva druhy, Eranthis sibirica a v roce 2020 nově popsaný druh Eranthis tanhoensis. 
Zbývající druhy jsou východoasijské. Talovín bílý (Eranthis stellata) je rozšířen v oblasti od Ruského Dálného východu po Mandžusko a Koreu.
V čínském S’-čchuanu rostou dva endemické druhy: Eranthis albiflora na západě a Eranthis lobulata na středoseveru provincie. 
Eranthis byunsanensis je endemit západní Koreje, Eranthis pinnatifida (syn. E. keiskei) endemit japonského ostrova Honšú.

## Obsahové látky a jedovatost
Talovíny jsou jedovaté rostliny. Hlavními účinnými látkami jsou srdeční glykosidy podobného typu jako u hlaváčku jarního, zejména eranthin A a B. Tyto látky v malém množství podporují srdeční činnost, ve velké dávce mohou způsobit vážné a často nevratné poškození srdce. Otrava talovínem se projevuje kolikovitými bolestmi břicha, nechutenstvím, zvracením a průjmem, poruchami vidění, zkráceným dechem, zpomalením srdečního tepu (bradykardií) a ve vážných případech končí srdeční zástavou. Dále byl zjištěn obsah chromonů a seskviterpenoidů a malé množství benzylisochinolinových alkaloidů.
Látky obsažené v talovínech nejsou doposud zcela prozkoumány.

## Ekologické interakce

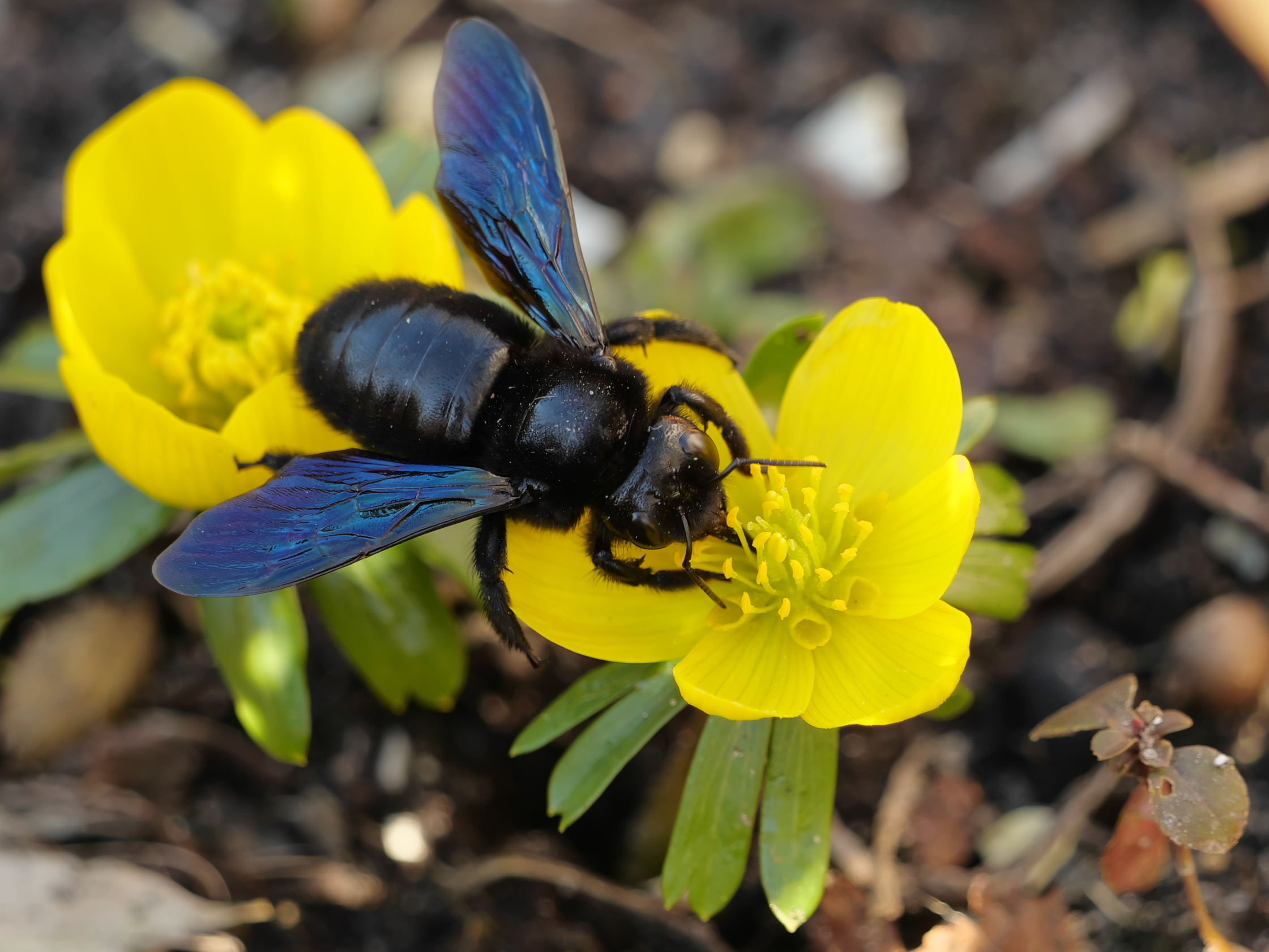
Drvodělka fialová na květech talovínu zimního

Všechny druhy talovínů jsou časně kvetoucí rostliny, rozkvétající v závislosti na nadmořské výšce od března do května. Talovín zimní může v kultuře vykvétat již v lednu.
Květy talovínu jsou hmyzosprašné a opylovače lákají nápadným vzhledem i vůní. Obsahují hojný nektar a opylovačům poskytují i pyl, jehož je v časném jaře nedostatek. Navštěvují je různé druhy hmyzu, jako jsou včely,  čmeláci a jiní blanokřídlí, dvoukřídlí (například pestřenky) i časně vyletující druhy motýlů.

## Taxonomie
Rod Eranthis je v rámci čeledi Ranunculaceae řazen do podčeledi Ranunculoideae a tribu Cimicifugeae. Daný tribus představuje poměrně heterogenní skupinu příbuzných rodů. Mimo rodu Eranthis je sem řazen rod Actaea (32 druhů v Eurasii a Severní Americe), Anemonopsis (jeden druh v Japonsku) a Beesia (2 druhy v Číně, Himálaji a Myanmaru). Nejblíže příbuzným rodem je dle výsledků molekulárních fylogenetických studií rod Actaea.
Rod je členěn do dvou sekcí: sect. Eranthis a sect. Shibateranthis. Nominátní sekce zahrnuje několik druhů se žlutými květy (E. hyemalis, E. cilicica, E. longistipitata) a kornoutovitými, celokrajnými nebo jen mělce laločnatými korunními lístky bez vrcholové ztlustliny. Jsou rozšířeny v západní části areálu rodu od jižní Evropy po Írán. Podzemní hlíza je krátkověká a každoročně se obnovuje. Naproti tomu zástupci sekce Shibateranthis mají bílé květy, korunní lístky s dvoulaločným okrajem a vrcholovou nektáriovou ztlustlinou a dlouhověké hlízy. Rostliny mají pouze jeden děložní list. Areál rozšíření sahá od Střední Asie po Dálný východ a Japonsko. Někdy byla sekce oddělována do stejnojmenného samostatného rodu.
V literatuře bývá zpravidla uváděno 8 druhů rodu Eranthis, od devadesátých let 20. století však byly popsány tři nové druhy a jejich počet stoupl na 11. V roce 1993 byl popsán Eranthis byunsanensis ze západní Koreje, v roce 2018 Eranthis iranica z Íránu, v roce 2020 Eranthis tanhoensis, který je endemitem ruské Irkutské oblasti a přilehlé republiky Burjatsko.
E. hyemalis a E. cilicica jsou v některých zdrojích spojovány do druhu E. hyemalis.

## Zástupci
- talovín bílý (Eranthis stellata)
- talovín cilicijský (Eranthis cilicica)
- talovín zimní (Eranthis hyemalis)[19]

## Význam a pěstování

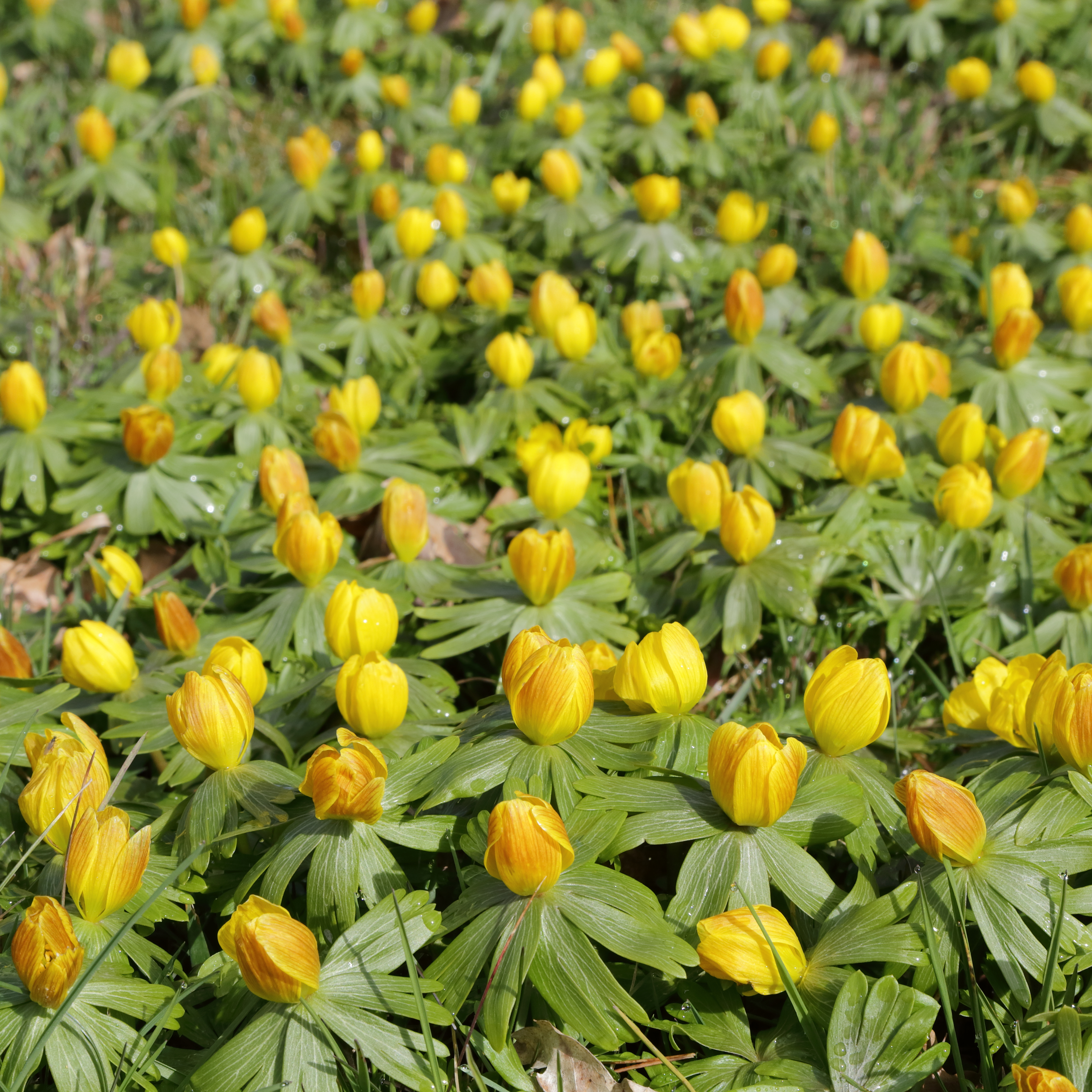
Bohatý porost talovínu zimního

Talovín zimní je pěstován již od 16. století jako hlíznatá trvalka v zahradách a parcích. Rozkvétá jako jedna z prvních jarních bylin a lze jej pěstovat společně s bledulí jarní, sněženkami, kosatcem síťkovaným a časnými krokusy, neboť mají podobné nároky. Preferuje humózní, propustnou půdu a lehký polostín. Půda by neměla v létě zcela vyschnout. Nejlépe roste v lehce zásaditých nebo neutrálních půdách, není to však podmínkou. V posledních letech byla vypěstována i řada okrasných kultivarů, vyznačujících se zdvojenými okvětními lístky, plnokvětými květy, odlišnou barvou květů (např. bronzové) a podobně. Řidčeji se pěstuje talovín cilicijský (někdy označovaný jako Eranthis hyemalis Cilicica Group), pocházející z Malé Asie. Odlišuje se sytěji zlatožlutou barvou květů a jemněji členěnými listeny. Hlízy jsou hladké a kulovité na rozdíl od zploštělých a nepravidelných hlíz talovínu zimního. Pěstování talovínu cilicijského je o něco obtížnější, vyžaduje slunnější stanoviště a přes léto sušší půdu. V kultuře se objevuje i kulturní kříženec těchto dvou druhů, Eranthis × tubergenii (někdy označovaný jako Eranthis hyemalis Tubergenii Group). Rostlina je většinou sterilní a netvoří semena. Nejpopulárnějším okrasným kultivarem tohoto hybridu je Eranthis 'Guinea Gold'. Vyznačuje se robustnějším vzrůstem než oba rodičovské druhy a bronzově tónovanými listy a listeny. V létě zcela vysychající půdu vyžaduje atraktivní středoasijský druh Eranthis longistipitata. Z bělokvětých druhů se v kultuře občas objevují východoasijské druhy talovín bílý (Eranthis stellata) a Eranthis pinnatifida.
Talovíny se snadno množí výsevem. Semena by měla být co nejčerstvější, při uchovávání v suchu a za pokojové teploty ztrácejí klíčivost již v horizontu několika týdnů. Řada kultivarů si udržuje svůj charakter i při generativním množení. Semena se vysévají do propustné půdy, např. směsi běžného substrátu pro hrnkové rostliny a jemného štěrku či perlitu. Substrát by neměl nikdy zcela vyschnout. Nádoby s výsevy se umisťují venku, neboť semena klíčí až po prodělání nejméně jedné zimní periody, nejčastěji na jaře dalšího roku.
Hlízy se vysazují na podzim a je třeba je zasadit dostatečně hluboko. Vyschlé hlízy je před výsadbou nutno na 24 hodin ponořit do vlažné vody, jinak rostliny zpravidla následujícího jara nevyrostou. Na vhodných stanovištích se talovín zimní prostřednictvím samovýsevu postupně rozšiřuje a vytváří půvabné skupiny.

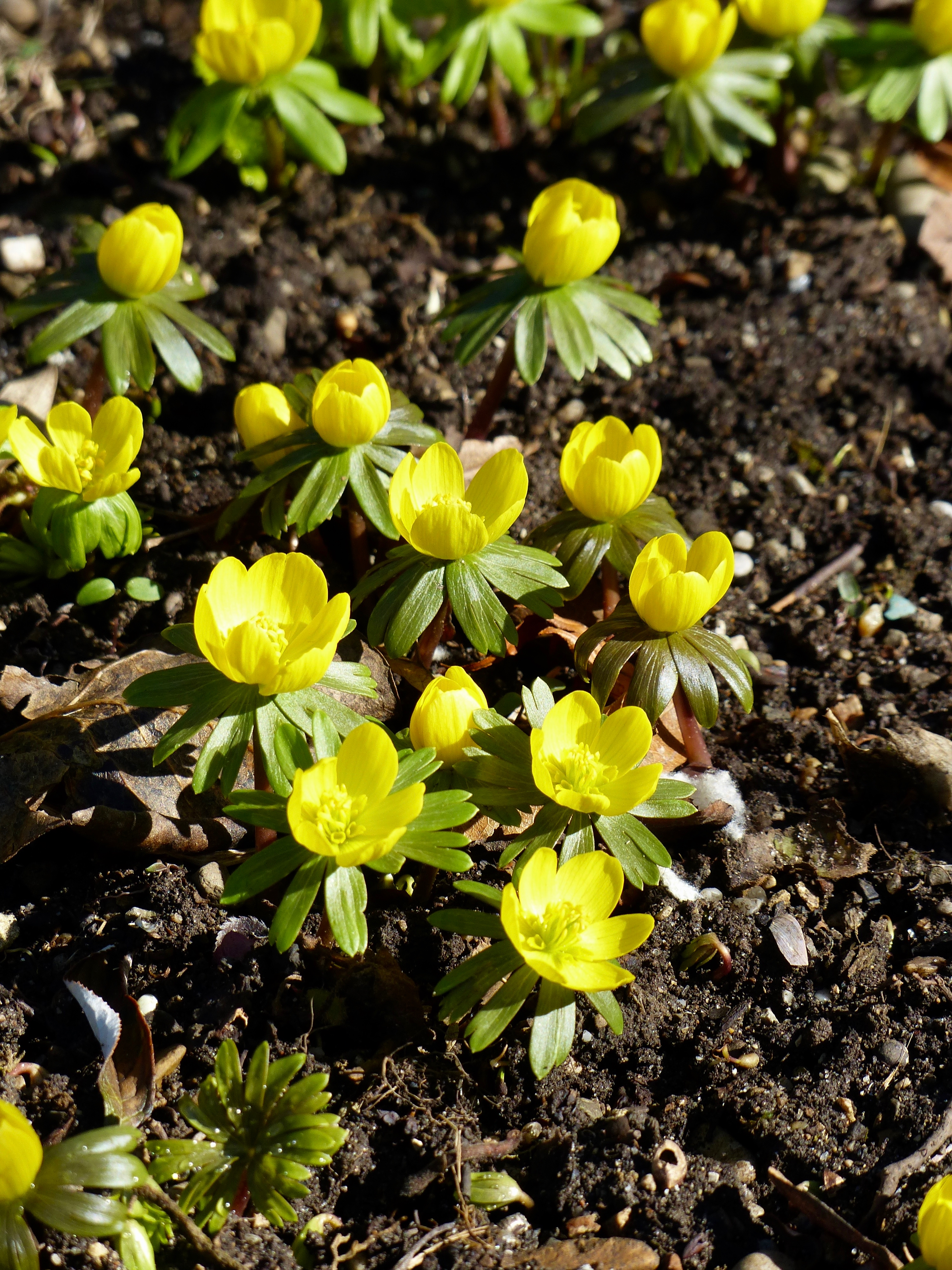
Hybridní druh Eranthis × tubergenii
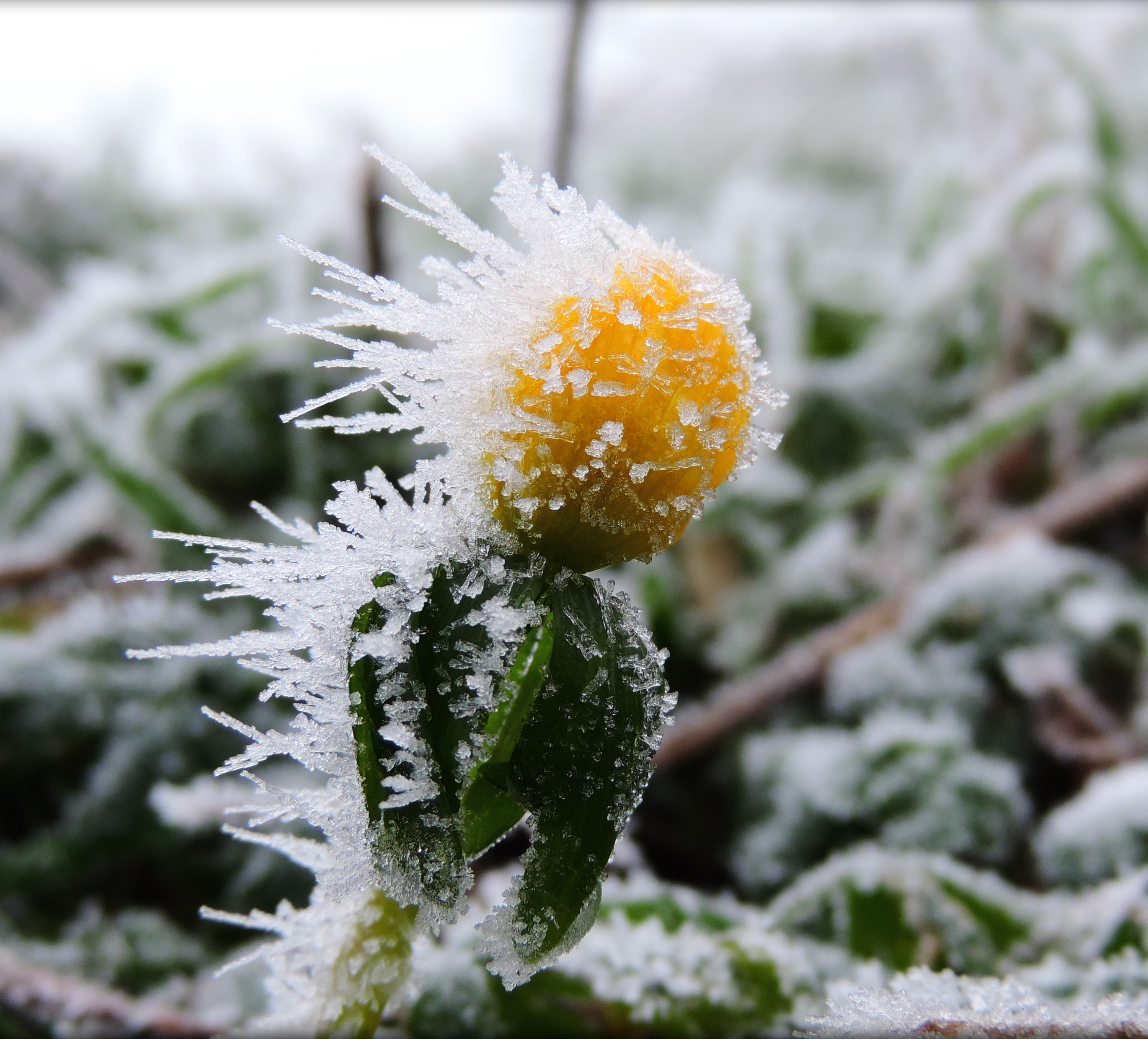
Talovín zimní
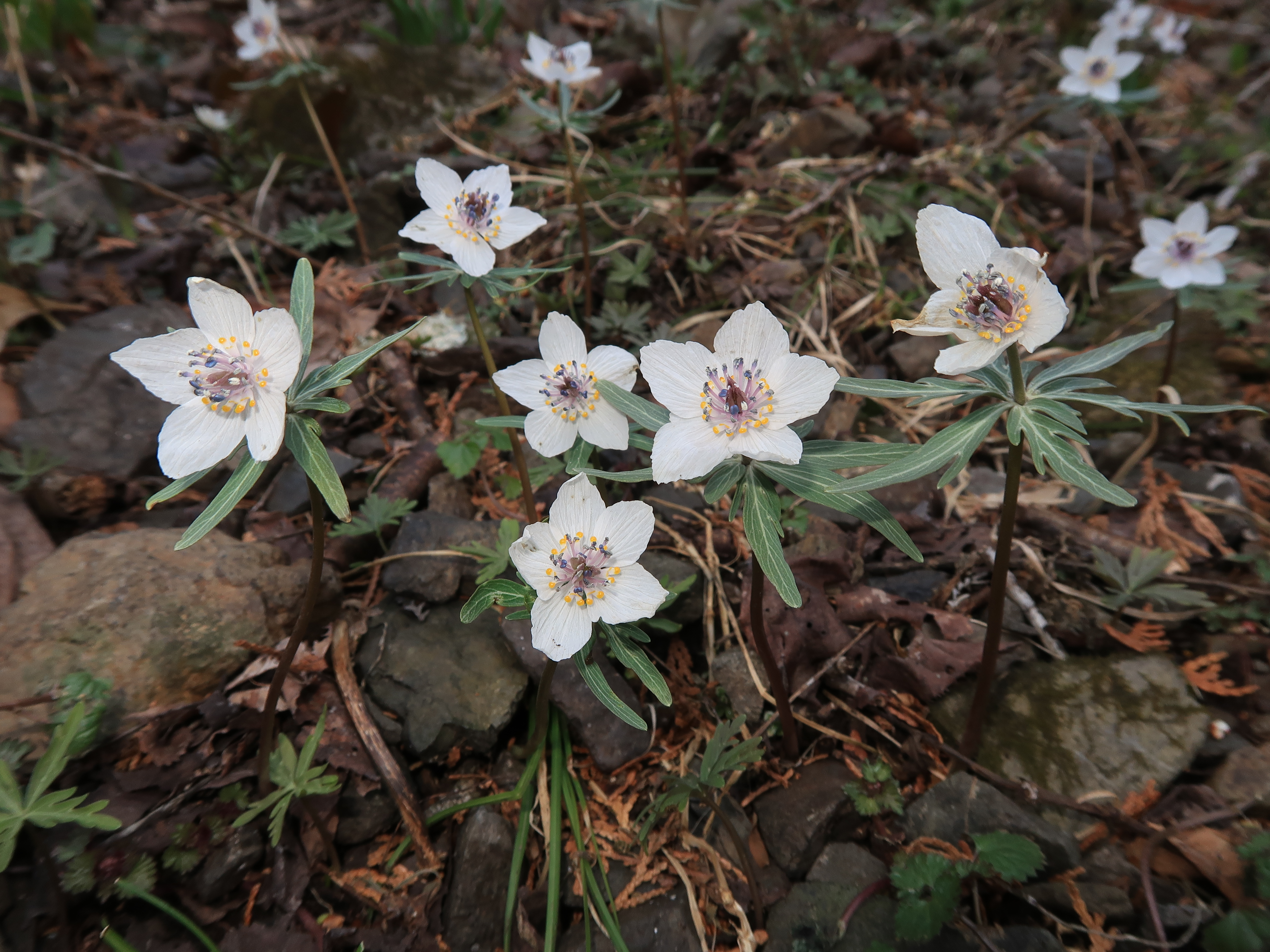
Eranthis pinnatifida
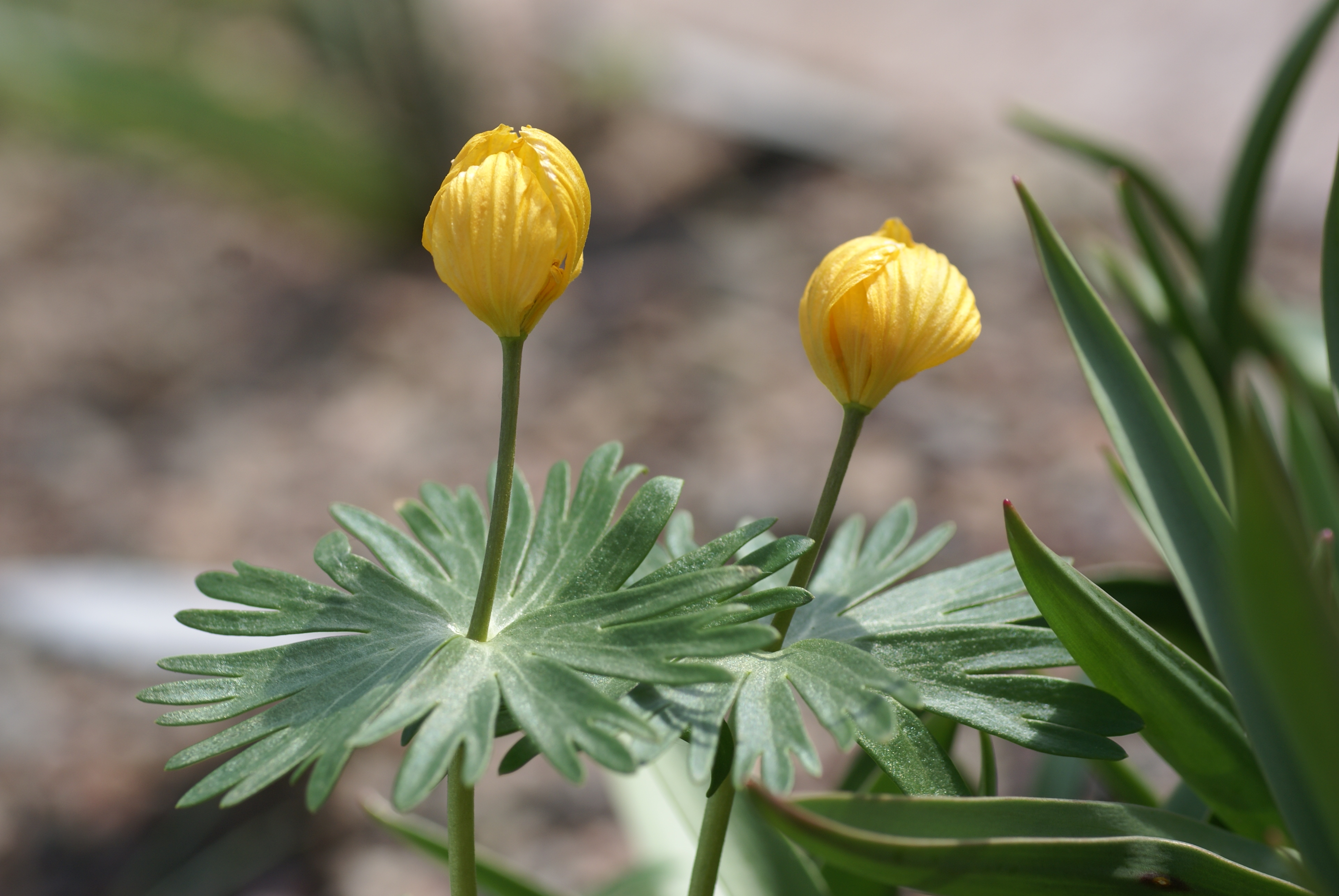
Eranthis longistipitata

## Přehled druhů a jejich rozšíření
- Eranthis albiflora: Čína (západní S’-čchuan)
- Eranthis byunsanensis: západní Korea
- Eranthis cilicica: Turecko a severní Irák
- Eranthis hyemalis: jihovýchodní Francie až Bulharsko
- Eranthis iranica: severovýchodní Írán
- Eranthis lobulata: Čína (středoseverní S’-čchuan)
- Eranthis longistipitata: severovýchodní Írán a Afghánistán až Střední Asie
- Eranthis pinnatifida (syn. E. keiskei): Japonsko (Honšú)
- Eranthis sibirica: jižní Sibiř
- Eranthis stellata: Ruský Dálný východ a Korea
- Eranthis tanhoensis: jižní Sibiř[6]